# Aprire porte e finestre
Aprire porte e finestre (Abrir puertas y ventanas) è un film del 2011 diretto da Milagros Mumenthaler.

## Riconoscimenti
- Pardo d'Oro 2011 al Festival del cinema di Locarno